# Psychedelic Jungle
Albums de The Cramps
Songs the Lord Taught Us
(1980) Smell of Female
(1983)
Psychedelic Jungle est le 2e album studio du groupe américain The Cramps sorti le 1er janvier 1981. L'album est auto-produit par les Cramps. La photo de la quatrième de couverture de l'album a été prise par le célèbre photographe et réalisateur hollandais Anton Corbijn.
Seulement la moitié des quatorze titres de l'album sont des compositions originales, écrites par la guitariste américaine Poison Ivy Rorschach et le chanteur américain Lux Interior. Les autres morceaux sont des reprises de singles de rock 'n' roll, de rockabilly et de garage rock des années 1950 et 1960. Parmi ceux-ci figurent Green Door de Jim Lowe (1956), Jungle Hop de Kip Tyler and the Flips (1958), Rockin' Bones de Ronnie Dawson (1959), Goo Goo Muck de Ronnie Cook and the Gaylads (1962), The Crusher des Novas (1964), Primitive des Groupies (1966) et Green Fuz de Green Fuz (1969).
Le single Goo Goo Muck apparaît sur les bandes-son du film Massacre à la tronçonneuse 2 (1986) et de la série Mercredi (2022),.

## Liste des titres
| 1.    | Green Fuz                        | 2:09 |
| 2.    | Goo Goo Muck                     | 3:06 |
| 3.    | Rockin' Bones                    | 2:48 |
| 4.    | Voodoo Idol                      | 3:39 |
| 5.    | Primitive                        | 3:32 |
| 6.    | Caveman                          | 3:51 |
| 7.    | The Crusher                      | 1:47 |
| 8.    | Don't Eat Stuff Off The Sidewalk | 2:04 |
| 9.    | Can't Find My Mind               | 3:01 |
| 10.   | Jungle Hop                       | 2:07 |
| 11.   | The Natives Are Restless         | 3:00 |
| 12.   | Under The Wires                  | 2:44 |
| 13.   | Beautiful Gardens                | 3:59 |
| 14.   | Green Door                       | 2:35 |
| 40:26 |                                  |      |

1. ↑  (en) « The Cramps - Psychedelic Jungle », sur AllMusic (consulté le 6 janvier 2023)
2. ↑  « The Cramps : le titre « Goo Goo Muck » devient un tube grâce à la série Wednesday ! », sur RFM, 15 décembre 2022 (consulté le 6 janvier 2023)
3. ↑  « "Mercredi" : comment la série a remis au goût du jour une chanson des années 1980 », sur BFMTV, 2 décembre 2022 (consulté le 6 janvier 2023)